# Arteră vertebrală
Format:Infocaseta Arteră
Artera vertebrală este un vas de sânge major al gâtului. De obicei, arterele vertebrale provin din arterele subclaviculare. Fiecare vas are un traseu superior de-a lungul fiecărei părți a gâtului, fuzionând în interiorul craniului pentru a forma artera bazilară care este unică și mediană. Componentă a sistemului vascular vertebrobazilar, arterele vertebrale furnizează sânge măduvei spinării superioare, trunchiului cerebral, cerebelului și părții posterioare a creierului. 

## Anatomie
Arterele vertebrale apar de obicei din aspectul posterosuperior al arterelor subclaviculare centrale de pe fiecare parte a corpului,  apoi intră adânc în procesul transversal la nivelul celei de-a 6-a vertebre cervicale (C6),  sau ocazional (în 7,5% din cazuri) la nivelul C7. Apoi are un traseu superior, în foramenul transversal al fiecărei vertebre cervicale.  Odată ce au trecut prin foramenul transvers al C1 (cunoscut și sub denumirea de atlas), arterele vertebrale urcă peste arcul posterior al C1 și prin triunghiul suboccipital înainte de a intra în foramen magnum. 
Nunziante Ippolito (1796 - 1851), medic și anatomist napolitan, a identificat „unghiul lui Nunziante Ippolito” pentru a găsi artera vertebrală, între mușchiul scalen anterior și mușchiul longus colli. 
În interiorul craniului, cele două artere vertebrale se unesc pentru a forma artera bazilară la baza punții lui Varolio. Artera bazilară este principala sursă de sânge a trunchiului cerebral și se conectează la cercul Willis pentru a furniza potențial restul creierului dacă există compromisuri pentru una dintre carotide. La fiecare nivel cervical, artera vertebrală trimite ramuri către musculatura înconjurătoare prin arterele spinale anterioare.

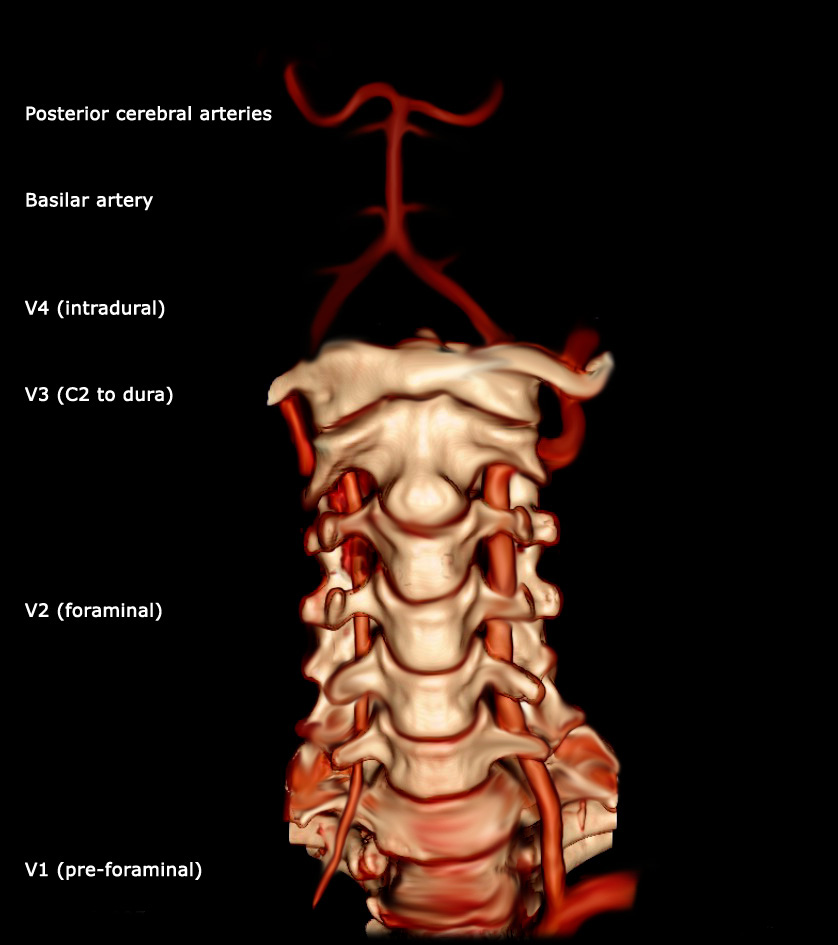
Segmente

Artera vertebrală poate fi împărțită în patru părți:
- Prima parte (preforaminală) are traseul în sus și înapoi între longus colli și mușchiul scalen anterior. În fața sa se află venele jugulare și venele vertebrale interne și este traversată de artera tiroidiană inferioară; artera vertebrală stângă este traversată și de canalul limfatic toracic. În spatele ei se află procesul transversal al celei de-a șaptea vertebre cervicale, trunchiul simpatic și ganglionul cervical inferior
- A doua parte (foraminală) trece în sus prin foramenul transvers a vertebrelor C6 până la C2 și este înconjurată de ramuri din ganglionul simpatic cervical inferior și de un plex de vene care se unesc pentru a forma vena vertebrală în partea inferioară a gâtului. Este situat în fața trunchiurilor nervilor cervicali și urmărește un curs aproape vertical până la procesul transvers al axisului.
- A treia parte (extradurală sau atlantică) apare din foramenul transvers C2 pe partea mediană a Rectus capitis lateralis . Este subdivizat în partea verticală V3v care trece vertical în sus, traversând rădăcina C2 și intrând în foramen transversarium al C1 și partea orizontală V3h, curbându-se medial și posterior în spatele procesului articular superior al atlasului, ramul anterior al primului nervul cervical fiind pe partea sa medială; apoi se află în canelura de pe suprafața superioară a arcului posterior al atlasului și intră în canalul vertebral trecând sub membrana atlantoöccipitală posterioară . Această parte a arterei este acoperită de Semispinalis capitis și este conținută în triunghiul suboccipital - un spațiu triunghiular delimitat de Rectus capitis posterior major, Obliquus superior și Obliquus inferior . Primul nerv cervical sau suboccipital se află între arteră și arcul posterior al atlasului.
- A patra parte (intradurală sau intracraniană) străpunge dura mater și înclină medial spre partea din față a medularei oblongate ; este plasat între nervul hipoglossal și rădăcina anterioară a primului nerv cervical și sub prima cifrație a ligamentului denticulatum . La marginea inferioară a ponsului se unește cu vasul părții opuse pentru a forma artera bazilară .

### Triunghiul
Triunghiul arterei vertebrale este o regiune din rădăcina gâtului și are următoarele limite: 
- Bordura mediană a mușchiului scalen anterior (lateral)
- Limita laterală a mușchiului longus colli (medial)
- Tubercul carotidian (vârf)
- Prima parte a arterei subclaviene (baza)

Artera vertebrală se desfășoară de la bază la vârf (înainte de a intra în foramenul transvers al celei de-a 6-a vertebre cervicale). 
Tuberculul carotidian separă artera vertebrală care trece direct în spatele său de artera carotidă comună care se află direct în fața sa. Locul ideal pentru palparea pulsului carotidian este să apăsați ușor artera carotidă comună împotriva tuberculului carotidian. 

### Variabilitate
Există frecvent variații ale cursului și dimensiunii arterelor vertebrale. De exemplu, diferențele de dimensiune între arterele vertebrale stângi și drepte pot varia de la o ușoară asimetrie la hipoplazia marcată a unei părți, cu studii care estimează o prevalență a hipoplaziei unilaterale a arterei vertebrale între 2% și 25%.  La 3-15% din populație, o punte osoasă numită foramen arcuat acoperă canelura pentru artera vertebrală pe vertebra C1. Rareori, arterele vertebrale intră în spațiul subarahnoidian la nivelurile vertebrale C1-C2 (3%) sau C2-C3 (au fost raportate doar trei cazuri) în loc de nivelul atlanto-occipital. 

## Fiziologie
Componentă a sistemului vascular vertebrobazilar, arterele vertebrale alimentează cu sânge măduva spinării superioară, trunchiului cerebral, cerebelului și părțile posterioare a creierului. 

## Semnificația clinică
Componentă a sistemului vascular vertebrobazilar, arterele vertebrale furnizează sânge măduvei spinării superioare, trunchiului cerebral, cerebelului și părții posterioare a creierului .  Un accident vascular cerebral al arterelor poate duce la un accident vascular cerebral posterior. 

## Imagini suplimentare

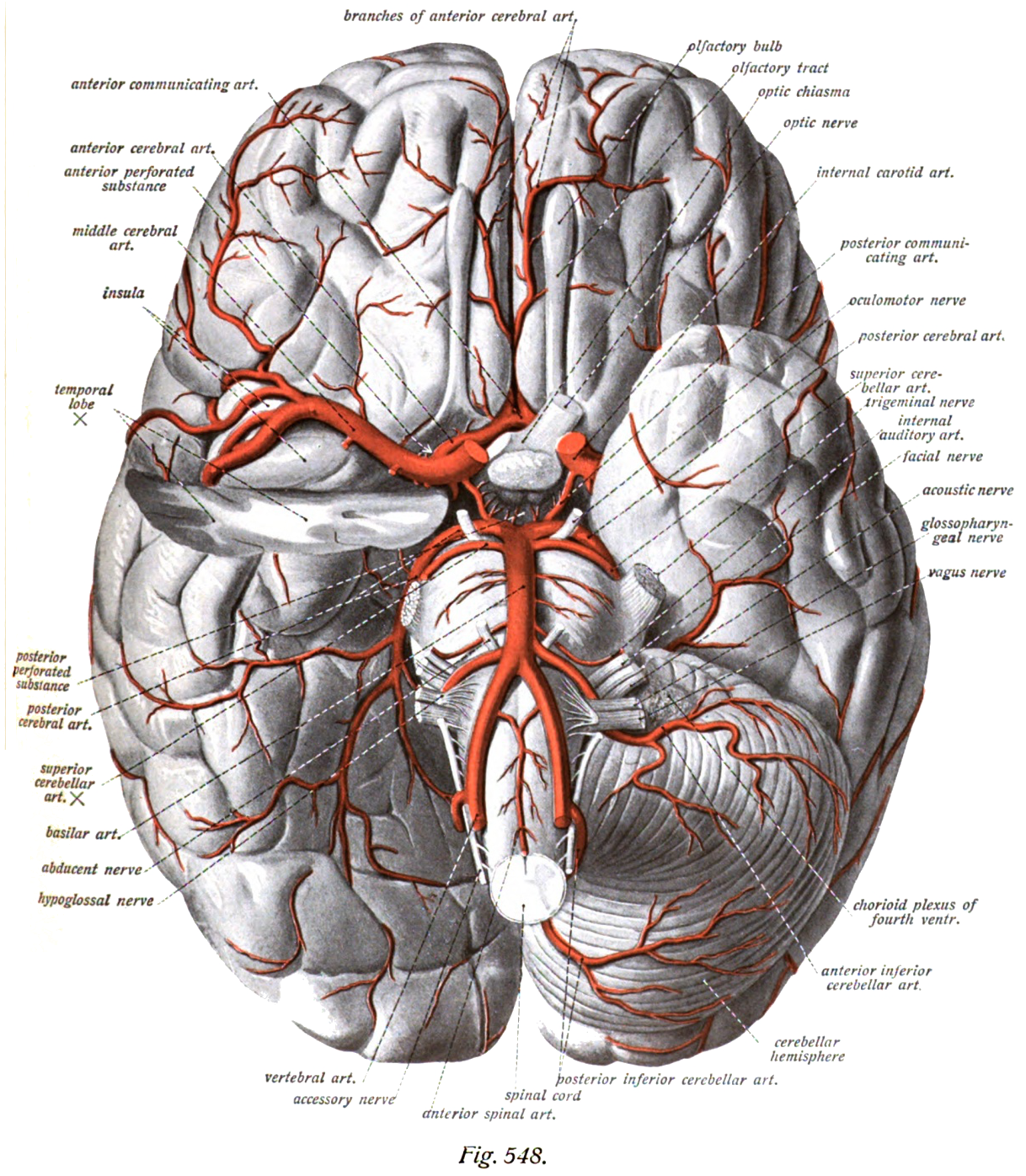
Arterele bazei creierului.
Diagrama circulației arteriale la baza creierului.
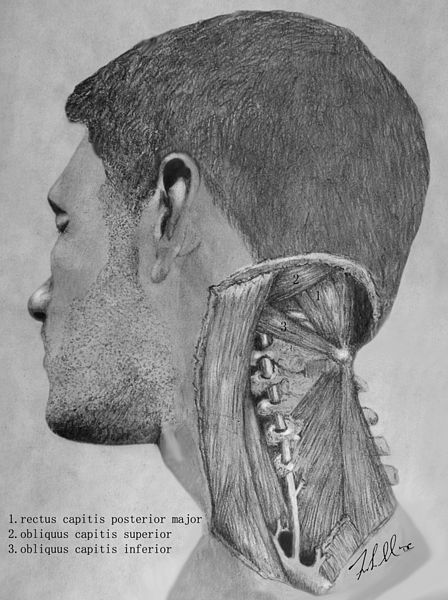
Relația arterei vertebrale cu mușchii suboccipitali.